# Тондо Питти
Тондо Питти, Мадонна Питти (итал. Tondo Pitti, Madonna Pitti, Madonna col Bambino e San Giovanni) — тондо (итал. tondo — круглый), круглый барельеф из мрамора (85 × 82 см), созданный выдающимся художником Высокого Возрождения Микеланджело Буонарроти в период 1503 −1505 годов для представителя богатой семьи флорентийских банкиров Бартоломео Питти.

## История
Тондо восходит к тому времени, когда Микеланджело жил во Флоренции до его переезда в 1505 году в Рим и создал его практически одновременно с другим: «Тондо Таддеи». По свидетельству Джорджо Вазари, работая над бронзовой статуей Давида, «тогда же начал он, но не закончил, два мраморных тондо, одно для Таддео Таддеи, то, что и ныне находится в его доме, а другое было начато им для Бартоломео Питти… Обе работы были признаны превосходными и дивными».
Далее, по Вазари, сын Бартоломео, фра Миньято Питти, монах монастыря Монте-Оливето-Маджоре, подарил это произведение своему другу Луиджи Гвиччардини. Бенедетто Варки свидетельствовал, что в 1564 году это произведение находилось в доме Пьетро, внука Луиджи Гвиччардини. В 1823 году приобретено флорентийскими Галереями, находилось в Уффици, а в 1873 году помещено в музей Барджелло во Флоренции.

## Композиция и стиль
Рельеф, как и в «Тондо Таддеи» изображает Деву Марию и маленьких Иисуса и Иоанна Крестителя. Мария сидит на низкой каменной скамье, придерживая правой рукой раскрытую книгу, левой обнимая Сына и смотрит вдаль, как бы размышляя о Его судьбе, только что прочитанной в пророчествах Священного Писания. Херувим на лбу Марии символизирует знание пророчеств (также, как это показано в статуе алтаря Базилики дель Санто работы Донателло в Падуе). Младенец Иисус опирается на книгу в живом контрапосте, слева виден маленький Иоанн Креститель. Дева Мария заполняет собой всю композицию, но поскольку тондо является не идеально круглым, а овальным, а голова Марии несколько выходит за его пределы, вся группа не кажется принуждённой в замкнутом формате. Фигуры идеально вписаны в слегка овальный формат, они выполнены проще, чем на Тондо Таддеи, и в более высоком рельефе.
В чертах Иисуса и Марии также прослеживается сходство с фигурами скульптуры «Мадонна Брюгге» — зрелость, печаль и обречённость.
Умберто Бальдини в своём исследовании творчества Микеланджело, как и других случаях, отмечал «иконографические связи с античностью»: соотнесённость изображения Младенца с античными гениями саркофага Федры из пизанского Кампосанто, а также с раннеренессансными произведениями, работами Якопо делла Кверча, статуей Мадонны с падуанского алтаря Базилики дель Санто работы Донателло. Более чёткая композиция и уверенная проработка деталей побудила многих исследователей предполагать, что это тондо выполнено несколько позднее, чем «Тондо Таддеи». Удивительная слаженность пластических движений и замкнутая целостность, уравновешенность композиции, как и в прочих случаях, наводили исследователей на мысль о преемственности с творчеством Леонардо да Винчи, в данном случае с композицией Святая Анна с Мадонной и младенцем Христом (ок. 1508). Однако У. Бальдини всячески подчёркивал творческое противостояние Леонардо и Микеланджело в эти годы во Флоренции:

 «То, что может привести к прочтению двух барельефов в леонардовском ключе, лишь внешние технические особенности. И подсказаны они „незаконченным“, которое — как осознанный приём выражения — проявляется в самом мраморе. Атмосферический же трепет и светотеневые нюансы оказываются лишь призванными подчеркнуть форму, определённую и поднятую — в том числе и световыми противопоставлениями — на уровень самой возвышенной пластической энергии. Так что вместо погружения формы в свет и в космическую субстанцию перед нами её самовластный уход в самоё себя, её изоляция, как конечная точка ужасающей творческой муки. Это то самое время, когда Микеланджело борется с Леонардо в последнем напряжении мыслительной работы; это время, когда приближается их схватка на стенах Большого Зала Совета в Палаццо Веккьо. И пусть схватка не состоялась, в соответствующих произведениях этой поры можно вполне точно разглядеть твёрдое и абсолютное противостояние двух великих спорщиков»
Знаток истории западноевропейского искусства Е. И. Ротенберг писал о значении обоих тондо как воплощающих «продолжение лирической линии» в искусстве Микеланджело. В монографии о художнике он подчёркивал:

 «Лирическая окраска сказывается не только в трактовке молодой матери и детей, она воплощена в самой атмосфере, которая их окружает. Это ситуация не столько с элементами действия, сколько настроения. Впервые с такой ощутимостью выраженное в ренессансных скульптурных композициях впечатление окружающей героев поэтической атмосферы усиливается незавершённостью рельефов, свободной, далёкой от законченности обработкой поверхности мрамора, что вносит в изображения оттенок неполной высказанности, не до конца уловимого чувства»
[Микеданджело] стал внимательно рассматривать два разделанных мраморных рельефа, которые создавал одновременно, то по ночам, во время бессонницы, то днем, когда не подымался на леса за забором вокруг статуи[а], а сидел дома. На обоих рельефах была божья матерь с младенцем и святым Иоанном. Он изучал оба внимательно, строго, однако ничего не прибавляя и не сглаживая, а только заботливо прослеживая каждый след удара по камню…
Оба произведения: «Тондо Таддеи» и «Тондо Питти», характерны так называемым «нон-финито» (итал. non finito — незаконченное)), состоянием, кажущимся формально и технически незавершённым. Микеланджело часто использовал этот приём по разным причинам, иногда сознательно, иногда по ряду внешних обстоятельств, как, например, в фигурах «Рабов» или в поздних «Пьета».
Однако мрамор «Тондо Питти» обработан более тщательно и качества нон-финито не сразу заметны. Несмотря на то, что Вазари писал о тондо как о произведении «начатом, но не законченном», исследователи до сих пор спорят об этом факте. В. Н. Лазарев соглашался с Вазари, однако, отмечал, что в этой незаконченности «есть свои великие чары». Уильям Уоллес считал, что техника «non finito» в этом произведении подчёркивает различие завершённости образов и «сфумато» атмосферного фона . Эрик Шильяно утверждал, что оба тондо — и Питти, и Таддеи — это «блестящее использование собранности и выразительности круглой формы, высокого рельефа и обработки поверхности резцом» . По Эрику Шильяно, «несовершенство» тондо сомнительно, поскольку Таддео не отказался от заказа, и не настаивал на «полировке» или доработке .
Уильям Уоллес заметил также, что барельеф планировался для осмотра снизу вверх — именно при этом условии Мария предстаёт «королевой небес, сидящей на троне из идеального куба и вписанной в круг тондо, которое заменяет её отсутствующий нимб». Композиция и общее настроение «Тондо Питти» заставляет вспомнить «Мадонн Рафаэля». И действительно, известно, что молодой Рафаэль находился под влиянием Микеланджело, в том числе рельефов «Тондо Таддеи» и «Тондо Питти». Рафаэль делал с этих произведений зарисовки, использовав их и для своей картины-тондо «Мадонна в кресле» (Палаццо Питти, Флоренция), которую Рафаэль «строит словно скульптурный барельеф».
Гипсовые слепки шедевра Микеланджело имеются в собраниях Музее Виктории и Альберта в Лондоне, Музее Фицуильяма в Кембридже, Музее изобразительных искусств имени А. С. Пушкина в Москве.